# エバラ家の人々
『エバラ家の人々』（エバラけのひとびと）は、1991年に公開された日本映画。

## 概要
1990年代、浅茅陽子が出演していた「エバラ 焼肉のたれ」のコマーシャルが、中流家庭のありがちな風景をあまりにもコミカルに表現していたため大ヒットしていた。そこでスピンオフ作品としてこの映画が企画された。ストーリーは当該CMの世界観と設定を引き継いだオリジナルストーリーのホームコメディであり、キャストは当該CM主演の浅茅以外オールオリジナルである。

## あらすじ
東京の下町に住む典型的な中流家庭のエバラ家。義母が山を売ったことで7000万円の大金が舞い込み、それを頭金にして憧れの一戸建てを手に入れる。夢のマイホームを舞台に、家族それぞれのドタバタ劇が展開される。

## キャスト
- 浅茅陽子
- 神田正輝
- 田中規子
- 中山竜二
- 宝生あやこ
- 志垣太郎
- 角野卓造
- 北村総一朗
- 芦川よしみ
- 萩尾みどり
- キラー・カーン
- オスマン・サンコン
- 堺すすむ
- 石井光三
- 深水三章
- 矢木沢まり
- 橘家圓蔵
- 青空球児・好児
- 森村国夫
- 関山耕司
- 崎山凛
- 立原美穂
- 平戸政美
- 内田勝正
- 信実一徳
- 磯部弘
- 橋本功
- 浅利香津代

ほか

## スタッフ
- 協賛：エバラ食品工業、横浜エージェンシー
- 製作者：六鹿英雄
- プロデューサー：三橋理英子
- 監督・脚本：高田大嗣
- 助監督：村松弘之
- 原案：鴨井達比古
- 撮影：林兆
- 音楽：丸山雅仁
- 音楽プロデューサー：荒木とよひさ
- 主題歌：森村まり「積木の森」（荒木とよひさ作詞・三木たかし作曲・川村栄二編曲）
- 刺青：霞涼二
- 技斗：齋藤英雄
- スタント&アクション：ナンバーワンプロモーション
- スタジオ：松竹大船撮影所
- MA：東京テレビセンター
- 現像：東京現像所
- 製作協力：東急エージェンシー、TCJ、キャメラワーク、盟実企画